# Sommerschafweide an Buchhalden
Die Sommerschafweide an Buchhalden ist ein vom Landratsamt Münsingen am 31. Mai 1955 durch Verordnung ausgewiesenes Landschaftsschutzgebiet auf dem Gebiet der Stadt Trochtelfingen im Landkreis Reutlingen in Baden-Württemberg.

## Lage und Beschreibung
Das 8,3 Hektar große Landschaftsschutzgebiet liegt etwa 1,5 km nordöstlich des Trochtelfinger Stadtteils Wilsingen im Gewann Buchhalden. Es gehört zum Naturraum Mittlere Flächenalb.
Geologisch stehen Dolomit-Formationen der Unteren Massenkalke des Oberjuras an.
Der südwestexponierte Hang ist infolge der Nutzungsaufgabe heute vollständig durch Sukzession oder Aufforstung bewaldet.